# Scenic Space–Ship
Als Scenic Space–Ship wird eine Serie von bisher 12 nahezu baugleichen Schiffen eines Typs von Kabinenfahrgastschiffen der Scenic Tours in Sydney bezeichnet. Sie werden bereedert von der KD Cruise Services Ltd.

## Geschichte
Das Unternehmen Scenic Tours wurde 1986 in Australien gegründet. Es bietet seinen Gästen Reiseziele in über 60 Ländern überwiegend im Luxussegment an. Laut Reiseanbieter werden die Schiffe Scenic Jasper, Scenic Opal, Scenic Amber, Scenic Ruby, Scenic Jade und Scenic Juwel überwiegen auf den Flüssen Rhein, Main, Donau und Mosel eingesetzt. Die Scenic Gem fährt, angepasst in ihrer Länge mit nur 110 Metern auf der Seine in Nordfrankreich. Im Süden Frankreichs sind die Scenic Sapphire und die Scenic Diamond eingesetzt.

## Schiffe
| Scenic Space Ship | Scenic Space Ship | Scenic Space Ship | Scenic Space Ship       | Scenic Space Ship | Scenic Space Ship | Scenic Space Ship | Scenic Space Ship |
| Bauname           | Baunummer         | Flagge            | ENI-Nummer/IMO-Nummer   | Baujahr           | Paxe              | Bild              | Umbenennungen Verbleib Besonderheiten                                                                                    |
| ----------------- | ----------------- | ----------------- | ----------------------- | ----------------- | ----------------- | ----------------- | --- |
| Scenic Diamond    | 3500              | Malta             | 02330594                | 2008/09           | 147               |                   | |
| KD Moment         | 3497              | Deutschland       | 04806790                | 2008              | 171               |                   | SET Schiffbau u. Entwicklungsgesellschaft Tangermuende mbH Tangermünde; 2008–2018 Scenic Emerald 2018–2023 Royal Emerald |
| Scenic Sapphire   |                   | Malta             | 02330040                | 2008/09           | 147               |                   | 2 × 880 kW |
| Scenic Ruby       |                   | Malta             | 07001907                | 2009              | 169               |                   | |
| Scenic Pearl      | 3517              | Malta             | 65000002                | 2011              | 171               |                   | Eigner: Scenic Tours Europe AG in Zug - Schweiz                                                                          |
| Scenic Crystal    | 3524              | Malta             | 65000003 (ex. 02334159) | 2012              | 171               |                   | Scenic Crystal AG in Zug - Schweiz                                                                                       |
| Scenic Juwel      | 3531              | Malta             | 65000005                | 2012/13           | 171               |                   | 2 × 746 kW |
| Scenic Jade       | 3538              | Malta             | 02335641                | 2014              | 171/164           |                   | Scenic Jade AG in Valletta (Malta)                                                                                       |
| Scenic Jasper     | 3541              | Malta             | 02335907                | 2015              | 163               |                   | MS Scenic Jasper AG |
| Scenic Opal       | 3542              | Malta             | 02335984                |                   | 169               |                   | |
| Scenic Amber      |                   | Malta             | 02336442                | 2016              | 136               |                   | |
| Scenic Gem        | 463               | Malta             | 02335900                | 2014              | 130               |                   | Bauwerft: De Hoop, Tolkamer, Länge: 110,00 m wegen Einsatz auf der Seine                                                 |